# Kobresia kobresioidea
Kobresia kobresioidea là loài thực vật có hoa trong họ Cói. Loài này được (Kük.) J.Kern mô tả khoa học đầu tiên năm 1958.